# Gertewitz
Gertewitz (auch: Gaartz) ist eine Gemeinde in der Verwaltungsgemeinschaft Oppurg im thüringischen Saale-Orla-Kreis in Deutschland.

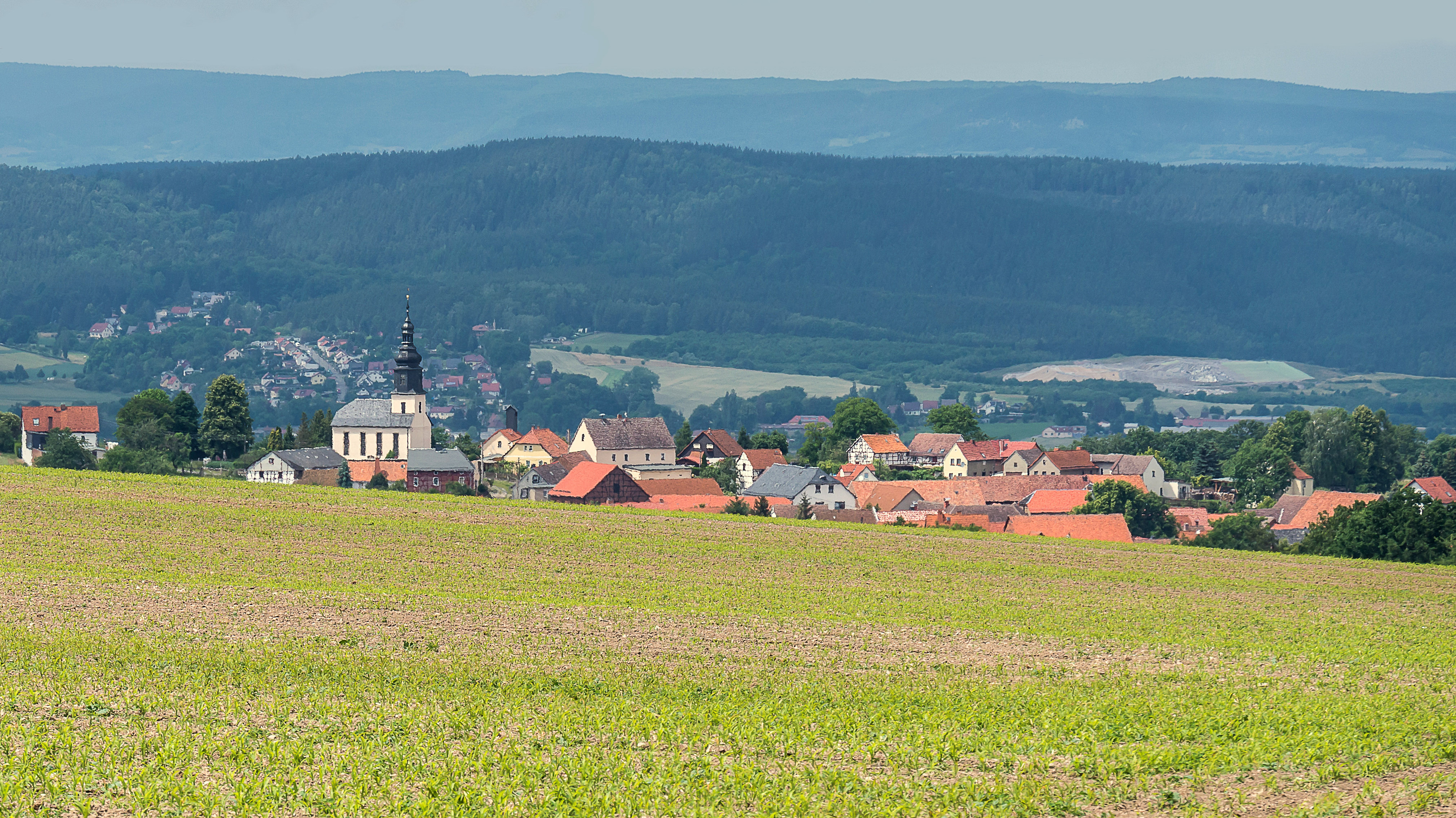
Ansicht von Süd

## Geografie
Gertewitz liegt südlich von Pößneck und Bodelwitz in einem kupierten Gelände des auslaufenden Südostthüringer Schiefergebirges in den Übergang zur Orlasenke. Westlich liegt Wernburg und nordöstlich Döbritz in der Nähe der Döbritzer Schweiz. Die verkehrsmäßige Anbindung an die Bundesstraße 281 ist gegeben.

## Geschichte
1350 war die urkundliche Ersterwähnung von Gertewitz.
Gertewitz war Teil der Majoratsherrschaft Oppurg im kursächsischen Amt Arnshaugk. Er kam nach der auf dem Wiener Kongress beschlossenen Abtretung an den preußischen Landkreis Ziegenrück in der Provinz Sachsen, zu dem der Ort bis 1945 gehörte. Zur Zeit der DDR gehörte der Ort zum Bezirk Gera. Gertewitz ist seit 1992 Mitglied der Verwaltungsgemeinschaft Oppurg.

### Einwohnerentwicklung
Entwicklung der Einwohnerzahl (ab 1994:Stand jeweils 31. Dezember):
| - 1933: 171 - 1939: 163 - 1994: 163 - 1995: 170 - 1996: 174 - 1997: 184 | - 1998: 187 - 1999: 182 - 2000: 188 - 2001: 184 - 2002: 184 - 2003: 177 | - 2004: 182 - 2005: 180 - 2006: 179 - 2007: 176 - 2008: 174 - 2009: 166 | - 2010: 159 - 2011: 162 - 2012: 155 - 2013: 152 - 2014: 148 - 2015: 145 | - 2016: 139 - 2017: 139 - 2018: 142 - 2019: 132 - 2020: 135 - 2021: 131 | - 2022: 121 - 2023: 120 |

Datenquelle ab 1994: Thüringer Landesamt für Statistik

## Sehenswürdigkeiten
- Dorfkirche Gertewitz
- Dorfbrunnen und neugestalteter Dorfteich